# 儒格警用卡宾枪
儒格警用卡宾枪（英語：Ruger Police Carbine）是美国武器制造商斯特姆-儒格公司生产的一款半自动手枪口径卡宾枪，使用和儒格P系列手枪同等口径的子弹和弹匣。这款枪的9×19毫米（PC9）和.40 S&W（PC4）两种口径型号都是基于著名的儒格10/22凸缘底火卡宾枪的机匣设计上，主要用于警用为配备手枪的巡警额外提供同口径下更高的精度和打击力。2007年，儒格因为此枪的销量不佳而将其停产。
十年后，儒格于2017年12月29日宣布将重新推出一款可拆版的9毫米口径警用卡宾枪，称之为儒格手枪口径卡宾枪或儒格PC卡宾枪（英語：Ruger PC Carbine），主要使用儒格SR9的弹匣，但可以通过更换弹匣口插件来兼容使用格洛克、儒格美国人或儒格保安9型等手枪的弹匣。2019年初，儒格推出了装有自由浮置的M-LOK铝合金护木版本的型号，同时重新推出了.40 S&W口径的型号。

## 儒格PC冲锋者
2020年初，儒格推出了6.5英寸（170）短管的儒格PC“冲锋者”（Ruger PC Charger）半自动手枪。就像儒格“冲锋者”和10/22半自动步枪的关系一样，PC“冲锋者”的枪机、扳机和拆卸机制与普通的PC卡宾枪完全相同，枪管可以互换，但因其没有后托而被定位为“手枪”，但是配有皮卡汀尼导轨界面可以安装臂箍。